# 強烈熱帶風暴電母 (2010年)
強烈熱帶風暴電母（英語： Severe Tropical Storm Dianmu；菲律賓大氣地理天文部門：Ester；國際編號：1004；JTWC：WP052010）為2010年太平洋颱風季第四個形成的熱帶氣旋。電母為熱帶氣旋名稱列表中第100個名字，由中國提供，意思為電之母，負責掌管雷電。

## 發展歷史
熱帶擾動96W於8月2日在8°00′N 136°00′E / 8.0°N 136.0°E附近形成，它初時在北面的副熱帶高壓脊所帶來的偏東氣流引導下向西北移動。在一般的大氣環境下，它初時缺乏組織，發展緩慢。經過數天緩慢發展，它於8月6日在季風槽內增強為熱帶低氣壓。該熱帶低氣壓在良好的環境下逐漸增強，於8月8日增強為熱帶風暴，並被日本氣象廳命名為電母。電母受東面的副熱帶高壓脊所帶來的偏南氣流引導下轉向北移動。此時電母仍然處於季風槽內，對流旺盛，螺旋性頗佳，但集中於東部，低層環流中心部分外露。電母在8月9日中午增強為一強烈熱帶風暴，其組織於下午進一步鞏固，低層環流中心切入對流下發展，亦開始發展風眼。電母之強度於8月10日達到顛峰，其中心附近最高持續風速達每小時95公里，瞬間最大陣風達每小時130公里。
電母於8月10日晚間移至副熱帶高壓脊的西北面，轉向東北移動，在濟州島以西約10公里掠過，並於翌日早上在朝鮮半島南部掠過。此時，電母受較強的垂直風切變及大韓民國地形影響開始減弱，對流開始消散並向東面切離，低層環流中心外露。電母於中午正面吹襲釜山，在其西北之15公里處掠過。其後電母於當日下午進入日本海。受到低海面温度及較強的垂直風切變影響，電母於8月12日凌晨減弱為一熱帶風暴，當日下午它橫過日本，最後於翌日凌晨變為一溫帶氣旋。

## 影響

### 中国

#### 浙江省
由於正值天文大潮，浙江沿海鰲江、鎮海、乍浦等地，將出現接近或略超出警戒線的潮漲水位。因此，當局發布風暴潮黃色警報，做好防風準備。

### 日本

#### 沖繩島
受電母影響，那霸風勢於8月8日開始增強，根據當地機場氣象資料，8月9日上午開始持續吹東南強風，於上午較後時間轉吹南風，短暫時間吹烈風，然後強風於整日持續。當日多雲，間中有大雨。隨著電母遠離，那霸風勢於8月10日開始減弱，強風於上午減退，驟雨減少。

### 
電母於8月10日晚間在濟州島掠過，在風眼掠過期間，當地風勢短暫靜止，海平面氣壓降至989百帕斯卡。電母亦於8月11日橫過朝鮮半島，為今年首個，也是自2008年颱風海鷗以來首個直接吹襲大韓民國的熱帶氣旋。隨著電母逼近，釜山於8月10日的海平面氣壓開始下降，由上午的1011百帕斯卡下至晚間的1007百帕斯卡，東南風亦於晚間開始增強，風勢於8月11日開始增強至烈風程度。

## 外部連結
- （英文）http://www.usno.navy.mil/JTWC （页面存档备份，存于） 聯合颱風警報中心首頁
- （日語）http://www.jma.go.jp/jma/index.html （页面存档备份，存于） 日本氣象廳首頁
- （繁體中文）http://www.cwb.gov.tw （页面存档备份，存于） 中央氣象局首頁
- （英文）http://www.pagasa.dost.gov.ph/ （页面存档备份，存于） 菲律賓大氣地球物理和天文管理局首頁
- （繁體中文）http://www.hko.gov.hk （页面存档备份，存于） 香港天文台首頁
- （繁體中文）http://www.smg.gov.mo （页面存档备份，存于） 澳門地球物理暨氣象局首頁